# Bois d’Orange River
Der Bois d’Orange River ist ein Fluss an der Nordwestküste der Karibikinsel St. Lucia. Er trägt den Namen der gleichnamigen Bucht und des Ortes im Quarter Gros Islet.

## Geographie
Der Fluss entspringt im Süden des Areals von Gros Islet in den Gebieten von Mongiraud und Grande Riviere am Morne Serpent (⊙). Von dort schlängelt er sich in zwei großen Bögen, teilweise parallel zur Küste nach Nordwesten. Er erhält Zufluss von Corinth Estate im Norden und durchläuft Cornth und tritt dann weiter nördlich ins Ortsgebiet von Bois d’Orange. Nördlich des Castries-Gros Islet-Highways bildet er bei Trouya den Bois d’Orange Swamp und mündet dann zwischen Trouya Point und Morne Pimard in der Trou Gascon (François Beach) ins Karibische Meer.